# Brongniartiella problematica
Brongniartiella problematica là một loài côn trùng trong họ Brongniartiellidae thuộc bộ Neuroptera. Loài này được Meunier miêu tả năm 1897.